# Béatrice Martin
Béatrice Martin, känd under artistnamnet Cœur de pirate (franska för pirathjärta), född 22 september 1989 i Outremont i Québec, är en kanadensisk singer-songwriter och musiker. = Hon sjunger främst på franska, men även på engelska.
Béatrice Martin släppte sitt självbetitlade debutalbum Cœur de pirate 2008, innehållande singeln "Comme des enfants". 2011 släpptes det andra albumet Blonde. Det tredje albumet Roses (2015) producerades av Björn Yttling. 2021 fick hon problem med stämbanden, och spelade då in det instrumentala albumet Perséides.
Hon är känd i indie-kretsar för sina tatueringar.

## Diskografi

### Studioalbum
- 2008 - Cœur de pirate
- 2011 - Blonde
- 2015 - Roses
- 2018 - En cas de tempête, ce jardin sera fermé
- 2021 - Perséides (instrumental)
- 2021 - Impossible à aimer

### Soundtrack
- 2014 - Trauma, musik till säsong 5 av den kanadensiska TV-serien Trauma
- 2014 - Child of Light, musik till datorspelet Child of Light

### Singlar
- 2009 - "Comme des enfants"
- 2010 - "Pour un infidèle" (med Julien Doré)
- 2010 - "Ensemble"
- 2010 - "Francis"
- 2011 - "Adieu"
- 2012 - "Golden Baby"
- 2014 - "Ain't No Sunshine"
- 2014 - "You Know I'm No Good"
- 2014 - "Mistral gagnant"
- 2015 - "Oublie-moi"
- 2015 - "Oceans Brawl"
- 2015 - "Crier tout bas"
- 2018 - "Prémonition"
- 2018 - "Somnambule"
- 2018 - "Dans la nuit"
- 2019 - "Ne m'appelle pas"
- 2020 - "T'es belle"
- 2021 - "Plan à trois"
- 2021 - "On s'aimera toujours"

### Gästsinglar
- 2010 - "Voilà les anges" (med Nouvelle Vague)
- 2011 - "Brutal Hearts" (med Bedouin Soundclash)
- 2013 - "Hélène" (med Roch Voisine)